# Ibirité
Ibirité este un oraș în Minas Gerais (MG), Brazilia.